# 2503 Liaoning
A 2503 Liaoning (ideiglenes jelöléssel 1965 UB1) a Naprendszer kisbolygóövében található aszteroida. A Bíbor-hegyi Obszervatóriumban fedezték fel 1965. október 16-án.